# Masayuki Yanagisawa
Masayuki Yanagisawa (Kanagawa, 27 augustus 1979) is een voormalig Japans voetballer.

## Carrière
Masayuki Yanagisawa speelde tussen 2002 en 2011 voor Tokyo Verdy, Cerezo Osaka, Sagan Tosu en Yokohama FC.